# Влоцлавське водосховище
Влоцлавське водосховище (пол. Zbiornik Włocławski) – водосховище на середній течії Вісли, утворився у 1970 р. завдяки будови греблі в м. Влоцлавек. Тягнеться вгору річки до м. Плоцьк. Є найбільшим водосховищем в Польщі.
Водосховище має довжину 58 км і середню ширину 1.2 км.